# كندريك بيري
كندريك بيري (بالإنجليزية: Kendrick Perry)‏ مواليد 23 ديسمبر 1992 في أوكوي، هو لاعب كرة سلة أمريكي. بدأ مسيرته الاحترافية في سنة 2014. يحمل الرقم 3. يبلغ طوله 6 قدم 0 بوصة (1.8 م). لعب كرة السلة الجامعية في جامعة يونغستن.

## المسيرة الاحترافية
لعب مع سيدني كينجز في الدوري الأسترالي في موسم 2014–2015، ثم لعب مع آيوا إنرجي في سنة 2015، ثم لعب مع كاربوش سوكولي في سنة 2016.

## روابط خارجية
- كندريك بيري على موقع الدوري الإسباني لكرة السلة (الإسبانية)
- كندريك بيري على موقع كرة السلة الأوروبية.كوم (الإنجليزية)
- كندريك بيري على موقع كلية كرة السلة في سبورتس رفرنس.كوم (الإنجليزية)
- كندريك بيري على موقع ريلجم (الإنجليزية)
- كندريك بيري على موقع بروبوليرز (الإنجليزية)
- كندريك بيري على موقع سبورتس رفرنس (الإنجليزية)
- كندريك بيري على موقع سبورتس رفرنس (الإنجليزية)